# Gömeç
Gömeç város az azonos nevű körzetben, Törökország északnyugati részén (Balıkesir tartományban). Híres a juhtejből készült, különleges ízű joghurtjáról és olívaolajáról is.

## Történelem
Gömeç a korai bronzkortól megszakítás nélkül lakott volt. Itt folytatta ásatásait Engin Beksaç török régészprofesszor is, és ennek eredményeként, valamint az előkerült kerámiatöredékek alapján már az i. e. 1200 körül szoros kereskedelmi kapcsolat állhatott fenn az égei-tengeri szigetek és a távolabbi szárazföld között. Mindezt a kerület különböző részein megtalált régészeti leletek is bizonyítják.
A település ókori neve korábban Passawanda volt, ami később Kisthenere változott.
Az I. világháborút követően – a török függetlenségi háborúban –, 1922. szeptember 6-án visszafoglalták a görögöktől.
A lakosság nagy részét bosnyák bevándorlók leszármazottai alkotják. Az önkormányzat 1956-tól lett önálló.

## Demográfiai adatok
| év   | összesen | város | falu |
| ---- | -------- | ----- | ---- |
| 1990 | 11 020   | 3567  | 7453 |
| 2000 | 10 983   | 4122  | 6861 |
| 2007 | 11 105   | 4604  | 6501 |
| 2008 | 11 581   | 4750  | 6831 |
| 2009 | 11 644   | 4788  | 6856 |
| 2010 | 11 807   | 4988  | 6819 |
| 2011 | 11 795   | 5078  | 6717 |
| 2012 | 11755    | 5141  | 6614 |

## Közlekedés
Távolságok Gömeç településhez képest: Ayvalık 11 km, Burhaniye 18 km, Balıkesir 111 km, Bandırma 201 km, İzmir 165 km, Susurluk 156 km, messzire van.

## Fordítás
- Ez a szócikk részben vagy egészben  a   Gömeç című török Wikipédia-szócikk fordításán alapul.  Az eredeti cikk szerkesztőit annak laptörténete sorolja fel. Ez a jelzés csupán a megfogalmazás eredetét és a szerzői jogokat jelzi, nem szolgál a cikkben szereplő információk forrásmegjelöléseként.